# خانه نجات سیدزاده
خانه نجات سیدزاده مربوط به دوره قاجار است و در شهرستان فومن، استان گیلان واقع شده و این اثر در تاریخ ۲۵ اسفند ۱۳۸۰ با شمارهٔ ثبت ۵۳۷۶ به‌عنوان یکی از آثار ملی ایران به ثبت رسیده است.